# Racșa-Vii
Racșa-Vii – wieś w Rumunii, w okręgu Satu Mare, w gminie Racșa. W 2011 roku liczyła 291 mieszkańców. 